# Augochloropsis discors
Augochloropsis discors är en biart som först beskrevs av Joseph Vachal 1903.  Augochloropsis discors ingår i släktet Augochloropsis och familjen vägbin. Inga underarter finns listade.